# Kryzys mobilizacyjny w Kanadzie
Kryzys mobilizacyjny – zespoły wydarzeń politycznych i społecznych, jakie miały miejsce w czasie  I wojny światowej  oraz II wojny światowej w Kanadzie w związku z udziałem tego kraju w wojnach.